# 자린 칸
자린 칸(힌디어: ज़रीन खान, 영어: Zarine Khan, 1987년 5월 14일 ~ )은 인도의 배우, 모델이다.

## 출연 작품
- 1921 (2018)
- 자트 제임스 본드 (2014)
- 하우스풀 2 (2012)
- 비르:위대한 전사 (2010)

## 같이 보기
- 인도 영화 배우 목록